# Thukydidis Valentis
Thukydidis P. Valentis (eigentlich: Valenti griechisch Θουκυδίδης Π. Βαλεντής; * 1908 in Kairo, Ägypten; † 1982 in Athen) war ein griechischer Architekt und Akademiker. Er gilt als ein Vertreter der klassischen Moderne in Griechenland, insbesondere des Funktionalismus, und wird zu den bedeutenden Vertretern der sogenannten „Architektengeneration der 1930er Jahre“ gezählt.

## Leben
Valentis wurde 1908 in Kairo geboren, als Sohn griechischer Eltern aus Faraklata auf der Insel Kefalonia. Nach seiner Jugend zog er nach Athen, um dort an der Nationalen Technischen Universität Griechenlands Architektur zu studieren. Nach Abschluss seines Studiums im Jahr 1930 begann er seine berufliche Laufbahn im Bildungsministerium, wo er an der Planung und Umsetzung von Schulbauten beteiligt war. Die Abteilung wurde von Patroklos Karantinos geleitet; weitere Mitarbeiter waren Ioannis Despotopoulos und Dimitris Pikionis. Valentis realisierte unter anderem die Schule auf Syros 1931 sowie eine Grundschule in Lixouri auf Kefalonia.
Als das Schulbauprogramm 1935 beendet war, gab er seine Laufbahn als Beamter auf, um sich mit seinem früheren Kommilitonen aus Zypern Polyvios Michaelides († 1960) und dessen Bruder mit einer Projektentwicklungsgesellschaft selbstständig zu machen.
Ihr erstes Apartmenthaus war die Polikatoikia Michaelidis, die in Exarchia einer damals gehobenen Nachbarschaft entstand, in der Nähe der Ble Polikatoikia einem ähnlich konzipierten Mehrfamilienhaus. Beide Gebäude waren mit einem Swimmingpool geplant, das Werk von Michaelidis und Valentis jedoch auch über eine Tiefgarage, die im Zweiten Weltkrieg zu einem Bunker umgebaut wurde. Die Wohnungen wurden vermietet und später unter Erben aufgeteilt.
Ein weiteres Werk war die Villa Averof (έπαυλη Αβέρωφ) in Kifissia. 1934 nahm er an der ersten griechischen Architekturausstellung teil. Seine Projekte für das Luftfahrtministerium ab 1935 ging er als freier Architekt nach, die letzten Aufträge erhielt er 1960.
Seine vielseitige und intensive Tätigkeit ließ ihn zum wirtschaftlich wohl erfolgreichsten griechischen Architekten seiner Zeit werden.
Für sein Werk wurde Valentis vom griechischen Staat 1966 mit dem goldenen Kreuz des Erlöser-Ordens ausgezeichnet.
Valentis war bis 1980 beruflich tätig und verstarb am 4. April 1982 in Athen.

## Lehrtätigkeit
1943 wurde Valentis zum Dozenten am Lehrstuhl für Bauwesen an der Fakultät für Architektur der Nationalen Technischen Universität (NTU) ernannt. Nach dem Zweiten Weltkrieg, 1946, unternahm er auf Einladung des British Council kurze Studienaufenthalte in Großbritannien. 1961 wurde er zum ordentlichen Professor am Lehrstuhl für Bauingenieurwesen an der Fakultät für Ingenieurwissenschaften der Aristoteles-Universität Thessaloniki ernannt. Im Jahr 1965 kehrte er nach Athen zurück, wo er bis zu seiner Emeritierung im Jahr 1974 als Professor für Bauingenieurwesen an der NTU tätig war.

## Bauten (Auswahl)
Bis auf das Gebäude des Pensionsfonds der Streitkräfte, das stilistisch dem Art déco zugeordnet wird, werden alle seine Bauten der klassischen Moderne zugeordnet.
- Grundschule (Α’ Δημοτικό Σχολείο Ληξουρίου) in Lixouri auf Kefalonia, 1933
- Polikatoikia Michaelidis (πολυκατοικία Μιχαηλίδη), Ecke Stournari und Zaimi 1 in Athen, 1933–34
- Gebäude des Pensionsfonds der Streitkräfte, Stadiou 4, Athen
- Bürogebäude Themistokleous 34 (Θεμιστοκλέους 34 γωνία με Ακαδημίας) und Omonia-Platz 12, beide 1958.
- Kriegsmuseum (Athen)

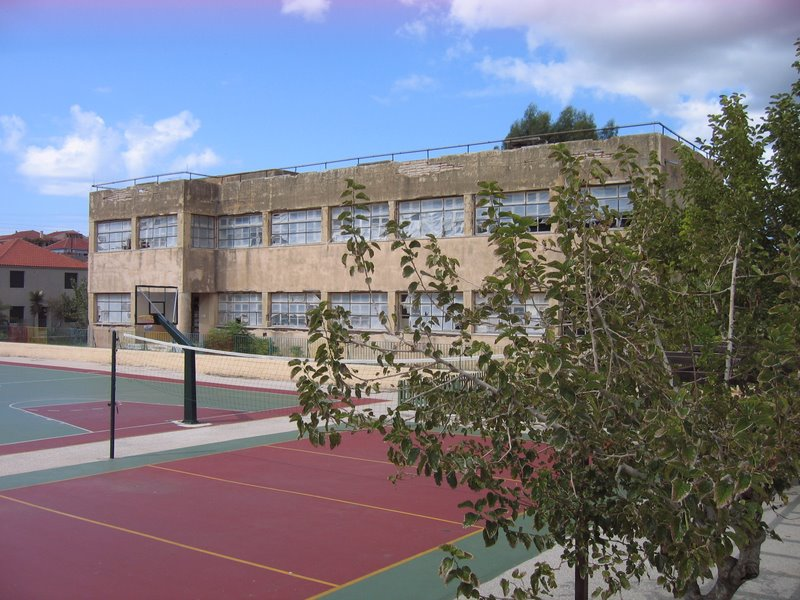
Grundschule in Lixouri (Rückseite), kurz vor der Sanierung
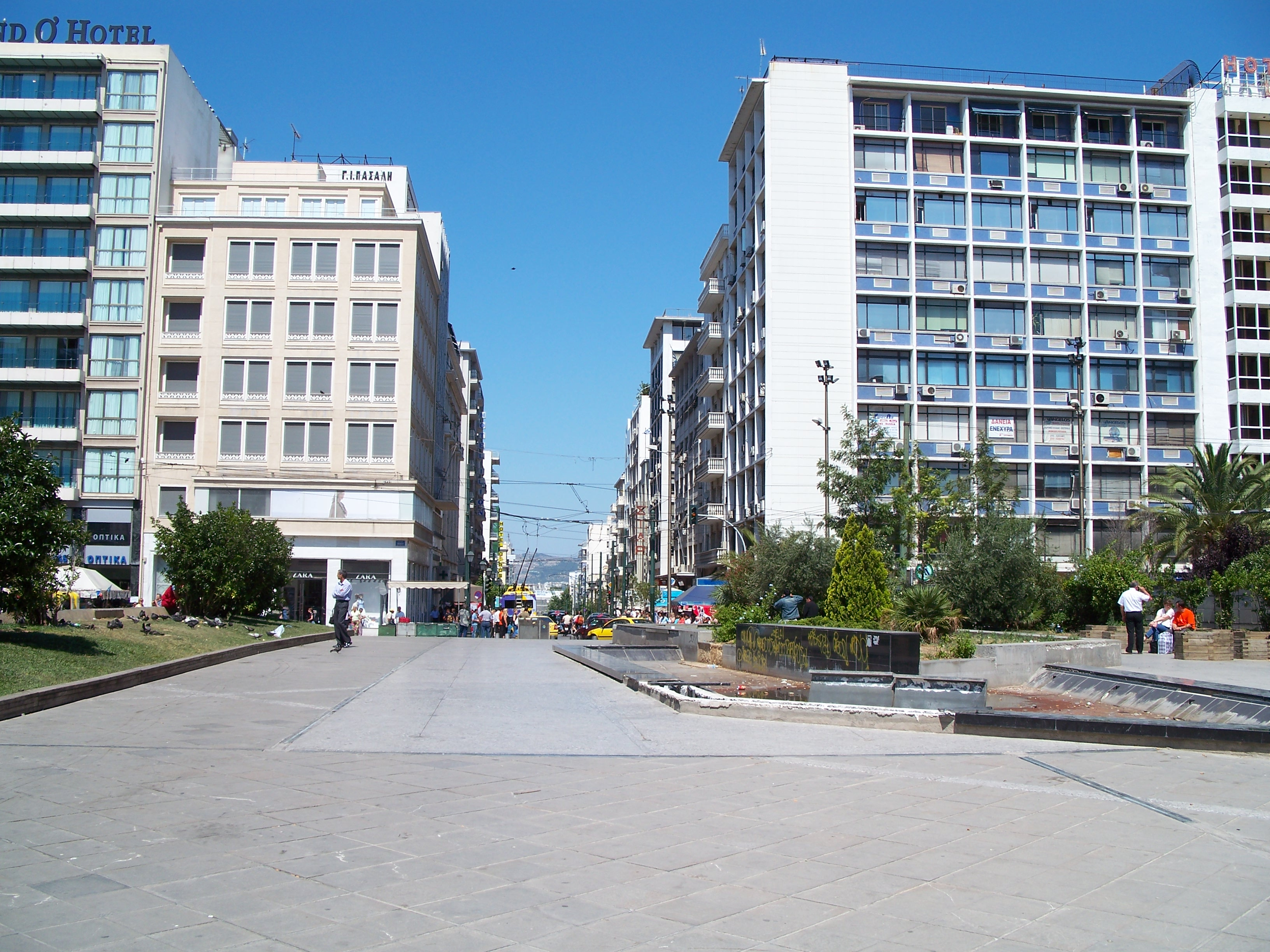
Omonia-Platz 12 (rechts), 1958